# Buckingham Nicks
 (septembre 2018).
Le contenu est difficilement compréhensible vu les erreurs de traduction, qui sont peut-être dues à l'utilisation d'un logiciel de traduction automatique.
Albums de Buckingham Nicks (Stevie Nicks et Lindsey Buckingham)
Fleetwood Mac
(1975)
Buckingham Nicks est le seul album studio du duo rock Buckingham Nicks. L'album sort en 1973, il est produit par Keith Olsen et distribué par Polydor Records. Buckingham Nicks est notable dans le fait qu'il marque le début de la collaboration commerciale entre Stevie Nicks et Lindsey Buckingham, qui rejoindront plus tard Fleetwood Mac.
L'album est un échec commercial à sa sortie,, et malgré la réussite ultérieure du duo, il n'a jamais été re-masterisé ou re-publié sur un autre support depuis 1973.

## Origines
Avant l'enregistrement de l'album Buckingham Nicks, Lindsey Buckingham et Stevie Nicks jouèrent ensemble dans le groupe The Fritz Rabyne Memorial Band,. Le duo se rencontra alors qu'ils étaient tous deux au lycée de Menlo-Atherton à Atherton, en Californie, au sud de San Francisco. À l'époque, Nicks était senior à l'école secondaire et Buckingham, un an plus jeune, était junior. Selon Nicks, ils se seraient rencontrés pour la première fois lors d’un rassemblement informel de jeunes de l’école en 1966,. Nicks et Buckingham se seraient retrouvés en harmonie avec ce que certains prétendirent être une chanson des Beach Boys, bien que Nicks affirme elle-même avoir chanté California Dreamin', un single de The Mamas and The Papas, dans une interview accordée à The Source en 1981,. Néanmoins, après cette rencontre Nicks et Buckingham n'ont plus collaboré pendant deux ans. En 1968, Buckingham invita Nicks à chanter avec The Fritz dans lequel il jouait de la basse avec certains de ses amis du lycée. Nicks parle de sa venue au sein de The Fritz dans une interview de Us Weekly en 1988 : 
«J'ai rencontré Lindsey quand j'étais au lycée lorsqu'il était junior, et nous avons chanté une chanson ensemble après les cours. Deux ans plus tard, en 1968, il m'a appelé et m'a demandé si je voulais faire partie d'un groupe rock. J'avais joué de la guitare et faisait du chant assez bien mais totalement orienté folk. J'ai donc rejoint le groupe, et quelques semaines plus tard, nous avons fait l'ouverture de gros concerts : Jefferson Airplane, Janis Joplin. Tout d'un coup, j'étais dans le rock & roll.»
Bien que Nicks et Buckingham n'aient jamais joué leur propre musique originale avec The Fritz, le groupe leur a donné l'opportunité d'acquérir de l'expérience sur scène, en se produisant devant des foules tout en s'ouvrant à des chansons rock couronnées de succès. Grace Slick des Jefferson Airplane, Janis Joplin de Big Brother and the Holding Company et Jimi Hendrix, dont The Fritz a également fait l'ouverture, ont tous influencé Nicks et son personnage de scène en devenir. Le manager du groupe, David Forrester, travailla dur afin d'obtenir un contrat pour The Fritz, bien que leur son ne correspondait pas exactement à la musique psychédélique de leurs contemporains les plus populaires. Le duo continua de tourner avec The Fritz durant trois ans, jusqu'à ce que le groupe soit finalement dissous en 1971. Après avoir développé une relation amoureuse, en plus de leur travail, Nicks et Buckingham décidèrent peu de temps après de partir de San Francisco pour Los Angeles afin de poursuivre leurs rêves d'être signé.

## Enregistrement et production
Tout en jouant avec The Fritz, Nicks assistait à des cours de communication orale à l'Université d'État de San José. Buckingham l'a rejoignit à l'université, réussissant également à équilibrer les études et la musique. En 1972, ils continuèrent à écrire des chansons, enregistrant des bandes de démo la nuit à Daly City sur un magnétophone Ampex à quatre pistes de Buckingham conservés à l'usine de torréfaction de son père,. Ils décidèrent d'abandonner les études et de partir à Los Angeles pour trouver une proposition d'enregistrement. Le magnétophone Ampex toujours avec eux, ils continuèrent d'enregistrer des chansons en démo. Nicks eue plusieurs emplois durant cette période. En tant qu'hôtesse à Bob's Big Boy,, serveuse à Clementine et comme femme de ménage pour le producteur de disques Keith Olsen, afin de se soutenir financièrement avec Buckingham<. D'un commun accord ils avaient décidé qu'il serait mieux pour Buckingham de ne pas travailler et de se concentrer plutôt à perfectionner sa technique de guitare. Nicks et Buckingham ne tardèrent pas à rencontrer Keith Olsen, alors ingénieur du son au studio Sound City, ainsi que les entrepreneurs occasionnels Ted Feigan et Lee LaSeffe. Buckingham et Nicks jouèrent certaines de leur musique et tous furent impressionnés par ce qu'ils entendirent. Peu de temps après, LaSeffe réussi à obtenir un accord de distribution avec Polydor. Nicks parle de cette série d'événements dans une interview avec The Island Ear en 1994 :
«Nous avons eu d'excellentes démos. Nous avons démarché. Pendant un certain temps, nous avons passé un accord avec Polydor et avons sorti notre premier album, Buckingham Nicks. Nous avons eu un avant-goût du grand moment. Nous avons eu d'excellents musiciens dans un grand, grand studio. Nous y arrivions. Les choses allaient leur chemin. Mais jusqu'à ce moment là, je pensais tout quitter et retourner à l'école parce que j'en avais marre d'être malheureuse et que je détestai être pauvre.»
Waddy Wachtel a été l'un des musiciens embauchés pour aider à l'enregistrement de l'album. Il parle de sa relation avec le producteur Keith Olsen ainsi que sa relation avec Nicks et Buckingham sur son site 
«Donc, Keith [Olsen] et moi avons commencé à travailler ensemble. C'était aux alentours de '68, '69. Et c'est à partir de là que les choses ont commencé. C'est là que Keith est venu un jour et m'a dit : «Je ramène ce couple de Nord de la Californie, Stevie et Lindsey. Et je veux que tu joues sur leur disque.» J'ai joué sur l'enregistrement de Buckingham Nicks. Tous les trois nous sommes devenus des amis très proches. Nous étions toujours ensemble.»

## Promotion
En 1973, Nicks dépensa 111 $ ($612 en 2017 dollars) pour un chemisier blanc pour la photo de couverture, mais le photographe, Jimmy Wachtel et Buckingham obligèrent Nicks à enlever son haut lors de la prise de la photo,.
«Je pleurais quand nous avons pris cette photo. Et Lindsey était en colère contre moi. Il m'a dit: «Tu sais, tu es juste une enfant. C'est de l'art.» Et moi de lui répondre : «Ce n'est pas de l'art, c'est moi qui prends une photo nue avec toi, et je ne chipote pas.»
J'ai pensé, « Qui êtes-vous? Tu ne me connais pas?"… Je ne pouvais pas respirer. Mais je l'ai fait parce que je me sentais comme un rat pris au piège.»
En dépit de leurs efforts, Buckingham Nicks fut pratiquement ignoré par le personnel chargé de la promotion chez Polydor. Grâce à sa diffusion par plusieurs disques jockeys de Birmingham en Alabama, l'album a été bien accueilli pendant les heures de soirée rock progressif WJLN-FM, et le duo a réussi à cultiver une base de fans relativement restreinte et concentrée pour ce type de musuque. Mais, ailleurs dans le pays, l'album n'a pas connu de succès commercial et a été rapidement supprimé du catalogue de la marque. Découragés, Nicks et Buckingham passèrent une grande partie du reste de 1973 à continuer à travailler en dehors de l'industrie de la musique pour payer leur loyer.
Cependant, leur musique ne tarda pas à tomber sur de bonnes oreilles. Celles de Mick Fleetwood, qui tout en évaluant des enregistrements, entendit le morceau Frozen Love dans les retours sons du studio Sound City,. Fleetwood invita le duo à rejoindre son groupe, Fleetwood Mac, pour le réveillon du Nouvel An 1974,,,. Plus tard, au El Carmen, un restaurant Mexicain, Lindsey rencontra Christine, Mick, et John. Nicks se joignant à eux après son service chez Clémentine, dans son costume de garçonne,,,.

## Tournées
Nicks et Buckingham partirent en tournée cette année pour promouvoir Buckingham Nicks dans le sud des États-Unis. Des enregistrements pirates à partir de deux concerts à Tuscaloosa et Birmingham, en Alabama, ont refait surface sur internet. Ces concerts ont été les premières représentations de Rhiannon, Sorcier, et Monday Morning, ainsi que Lola (My Love), Frozen Love et Don't Let Me Down Again.
Le groupe en tournée se composait du bassiste Tom Moncrieff, qui plus tard a joué de la basse sur le premier album solo de Nicks, Bella Donna, et le batteur Gary "Hoppy" Hodges, qui joue de la batterie sur l'album. Waddy Wachtel a également fait partie de la tournée avec le groupe.
Moncrieff et Hodges ont ensuite formé le groupe Sinaï 48 avec un nouveau chanteur-compositeur-interprète en duo en 2006, marquant ainsi la première réunion des membres de Buckingham Nicks en dehors de la collaboration entre Buckingham et Nicks.

## Perspectives de réédition
Malgré le succès international que Nicks et Buckingham ont connu plus tard, Buckingham Nicks n’a jamais été officiellement publié sur CD. Il y a eu divers CD de cet album qui peuvent être achetés sur certains sites Web ainsi qu'une copie téléchargeable de cet album via divers sites d'hébergement de fichiers en ligne (la plupart ont été transférés du vinyle). Une copie piratée intitulée Buckingham Nicks : Deluxe Edition de Corée du Sud, sous forme de Bootleg est disponible en CD sur certains sites Web (y compris eBay) ainsi que par téléchargement gratuit sur divers sites. Cette version ajoute 12 pistes supplémentaires qui ont toutes été enregistrées par Buckingham Nicks à peu près à la même période que l'album, mais n'ont pas été incluses dans l'album, probablement en raison des restrictions de temps sur le vinyle. Une copie de cet album qui proviendrait des bandes maîtresses (par opposition à une copie extraite du vinyle) est également disponible sur divers sites d'hébergement de fichiers en ligne.
Deux des dix chansons de l'album ont été diffusées sur CD. Long Distance Winner est sorti dans le cadre du coffret Enchanted de Nicks, et Stephanie est apparu sur un CD promotionnel de Buckingham intitulé Words and Music (A Retrospective), bien que ce soit également à partir d'un transfert depuis le vinyle. Une autre chanson de l'album, Crystal, a été enregistrée par Fleetwood Mac pour le LP du groupe, Fleetwood Mac, en 1975. Elle a également été enregistrée par Nicks pour la bande originale du film de 1998, Practical Magic. Don't Let Me Down Again a été enregistré par Fleetwood Mac pour leur album live de 1980, puisqu'il a été joué à plusieurs reprises en tournée pour soutenir l'album Fleetwood Mac, avec Frozen Love. De plus, Buckingham a interprété Stephanie lors de sa tournée One Man Show en 2012. Stephanie figure également dans l’album live, One Man Show. Nicks a interprété Cryin 'In The Night pour la première fois depuis 1973 lors de sa tournée 24 Karat Gold Tour en 2016.
Dans une interview sur WRLT 100.1 Nashville du 11 septembre 2006, Buckingham a manifesté de l'intérêt à voir l'album sorti sur CD. Il a également évoqué la possibilité d'une tournée Lindsey Buckingham-Stevie Nicks dans les prochaines années à l'appui de la possible réédition. Les musiciens Moncrieff et Hodges ont également exprimé leur intérêt à rejoindre Buckingham et Nicks pour une future tournée.
Dans une interview de NME en août 2011, Lindsey Buckingham a réitéré son intérêt à donner à l'album un CD officiel. Concernant la longue attente, il a déclaré : «Il a été victime d'inertie. Nous avons bien l'intention de sortir cet album et peut-être même de faire quelque chose avec lui.». En décembre 2012, Nicks espérait qu'une édition du 40e anniversaire de Buckingham Nicks serait publiée en 2013, affirmant qu'au moins une chanson inédite des sessions pourrait être incluse dans la sortie.
En décembre 2012, dans un entretien avec WZLX, Buckingham parle de la possibilité d'une sortie officielle du CD en 2013 : 
«Stevie et moi avons traîné un peu ces derniers temps et nous en avons parlé. Je pense que cela se produira également cette année. Curieusement, je déteste même le dire, je pense que le 40e anniversaire de cela est l'année prochaine. Waouh! Est-ce possible? Donc, nous en avons parlé. Bien sûr, nous en parlons depuis longtemps, mais Stevie semble vraiment dans l'idée. Alors oui, je dirais oui.»
Le 30 avril 2013, Stevie et Lindsey, dans le cadre de Fleetwood Mac, ont sorti Extended Play, leur premier nouvel album studio depuis Say You Will en 2003, avec quatre chansons, soit trois nouvelles ainsi qu'un inédit provenant des sessions de Buckingham Nicks (« Without You ») qui était une démo « perdue » écrite à l'époque de Buckingham Nicks trouvé posté sur YouTube.

## Liste des pistes
| No  | Titre                     | Durée |
| --- | ------------------------- | ----- |
| 1.  | Crying in the Night       | 2:58  |
| 2.  | Stephanie                 | 2:12  |
| 3.  | Without a Leg to Stand On | 2:09  |
| 4.  | Crystal                   | 3:41  |
| 5.  | Long Distance Winner      | 4:51  |
| 6.  | Don't Let Me Down Again   | 3:51  |
| 7.  | Django                    | 1:02  |
| 8.  | Races are Run             | 4:14  |
| 9.  | Lola (My Love)            | 3:44  |
| 10. | Frozen Love               | 7:16  |

## Charts
| Chart (1973)              | Position |
| ------------------------- | -------- |
| U.S. Billboard Midline LP | 28       |

## Personnel
Buckingham Nicks :
- Lindsey Buckingham – chant, guitares, basse, percussions
- Stevie Nicks – chant

Musiciens :
- Waddy Wachtel – guitares
- Jerry Scheff – basse
- Marc Tulin – basse
- Peggy Sandvig – claviers
- Jerry Sandvic - claviers
- Monty Stark – synthétiseur
- Jim Keltner - batterie
- Ronnie Tutt – batterie
- Gary "Hoppy" Hodges – Batterie, percussions
- Jorge Calderón – percussions
- Richard Halligan – arrangements des cordes

Production :
- Keith Olsen - producteur, ingénieur du son
- Lee Lasseff - producteur exécutif
- Richard Dashut - assistant ingénieur
- Jimmy Wachtel - album le design, photographie